# 40. Armee (Rote Armee)
Die 40. Armee (russisch 40-я армия) war von 1941 bis 1945 ein Großverband der Roten Armee und von 1979 bis etwa 1990 der Sowjetarmee. Die Armee nahm am Zweiten Weltkrieg und an der Sowjetischen Intervention in Afghanistan teil.

## Geschichte

### 1941
Nach dem deutschen Angriff auf die Sowjetunion wurde die Armee erstmals im August 1941 an der Brjansker Front und der Südwestfront aus Teilen der 26. Armee und der 37. Armee gebildet. Ihr Befehlshaber war Generalmajor später Generalleutnant Kusma Petrowitsch Podlas. Am 25. August 1941 wurden der Armee die 135. und 293. Schützendivision, das 2. Fallschirmjägerkorps, die 10. Panzerdivision sowie die 5. Panzer-Abwehrbrigade zugeteilt. Die Armee nahm an der Schlacht um Kiew teil, wo sie im Kampf mit der Panzergruppe 2 über den Sejm-Abschnitt nach Süden auf Romny zurückgeworfen wurde. Die 10. Panzerdivision verfügte am Ende der Operation nur noch über 20 Panzer.

### 1942
Nach der Operation wurde die Armee der Südwestfront unter Marschall Timoschenko zugeteilt, wo sie im Juni 1942 vom Unternehmen Blau überrascht wurde. Im Zuge des Unternehmens überrannte die 24. Panzer-Division der Wehrmacht das Hauptquartier der Armee, die sich nach Kastornoje bei Kursk nach Woronesch zurückziehen musste.

### 1943
Im Verband der Woronesch-Front (General Golikow) nahm die Armee an der Operation Ostrogoschsk-Rossosch (13. bis 27. Januar 1943) teil, zusammen mit der 3. Panzerarmee und dem selbständigen 18. Schützenkorps (Generalmajor P. M. Sykow) führten die Truppen am 18. Januar die Einkesselung der ungarischen 2. Armee durch und befreiten am 20. Januar die Stadt Ostrogoschsk. In der folgenden Woronesch-Kastornoje-Operation (24. Januar bis 2. Februar 1943) drängte die 40. Armee den Gegner zum Oskol-Abschnitt zurück und schnitt im Zusammenwirken mit der 13. und 60. Armee große Teile der deutschen 2. Armee (Salmuth) im Raum Kastornoje ab. Während der Charkower Operation (2. Februar bis 3. März 1943), befreite die Truppen der Armee am 5. Februar die Stadt Stary Oskol, am 9. Februar Belgorod und am 16. Februar im Zusammenwirken mit der 3. Panzerarmee und der 69. Armee die Stadt Charkow. Im Kampf mit der Armeeabteilung Kempf wurde Achtyrka (23. Februar) und Gadatsch (26. Februar) befreit.
Armeegliederung März 1943
- 100. Schützen-Division, Generalmajor Franz Josifowitsch Perchorowitsch
- 107. Schützendivision, Generalmajor Pjotr Maximowitsch Beschko
- 183. Schützen-Division, Oberst Alexander Stepanowitsch Kostitzyn
- 303. Schützen-Division, Generalmajor Iwan Iwanowitsch Ladjigin
- 25. Garde-Schützendivision, Generalmajor Pawel Mendeljewitsch Schafarenko
- 309. Schützen-Division, Generalmajor Michail Iwanowitsch Menschikow
- 340. Schützen-Division, Generalmajor Sarkis Sogomonowitsch Martirosjan

General Moskalenko hatte sein Hauptquartier in Graiworon etabliert, als es einer deutschen Gegenoffensive gelang, Charkow zurückzuerobern. In der Schlacht bei Charkow (1943) wurde die 40. Armee bis Ende März nördlich auf Obojan zurückgedrängt. Während der Schlacht um Kursk war die Armee Teil der Woronescher Front und musste einige ihrer Einheiten an die 6. Gardearmee und die 38. Armee abgeben.
Von August bis September 1943 nahm sie an der Belgorod-Charkower Operation (3. bis 23. August) teil: Das 52. Schützenkorps befreite am 19. August Lebedin im Zusammenwirken mit dem 2. mechanischen Korps (Generalmajor A. F. Popow). Das 47. Schützenkorps (Generalmajor S. A. Grjasnow) bedrohte bereits die Zugänge nach Gadatsch. Die 40. Armee folgte dann dem Vorstoß der Panzertruppen Rybalkos nach Perejaslaw zum Dnjepr. Am 24. September 1943 begann der Flussübergang zur Verstärkung eines Brückenkopfes im Bereich des Dorfes Rzhishchew bei Kanew. Während der Kämpfe im Bukriner Brückenkopf erfolgte am 20. Oktober die Umbenennung der übergeordneten Woronescher Front in 1. Ukrainische Front. Anfang November 1943 bis Januar 1944 beteiligte sich die 40. Armee an der Kiewer Offensive (3. bis 13. November) und an der Schitomir-Berditschewer Operation (24. Dezember 1943 bis 14. Januar 1944).
Armeegliederung im Februar 1944
- 47. Schützenkorps (74., 167. und 359. Schützendivision)
- 104. Schützenkorps (58., 133. und 136. Schützendivision)
- 50. Schützenkorps (4. Garde-Luftlandedivision, 38., 240. und 340. Schützendivision)
- 51. Schützenkorps (42. Garde-, 163. und 232. Schützendivision)

Der 38. Armee der 1. Ukrainischen Front gelang es am 15. März 1944 den Südlichen Bug bei Winniza zu überschreiten und südlich davon einen Brückenkopf anzulegen. Dieser Erfolg erleichterte der südlicher vorgehenden 40. Armee während der Uman-Botosaner Operation das gleichzeitige Vordringen über den Fluss.
Die 40. Armee nahm im August 1944 als Teil der 2. Ukrainischen Front (Armeegeneral Malinowski) auch an der Kesselschlacht von Kischiew und im Oktober 1944 mit fünf Divisionen an der Debrecener Operation teil. Im Frühjahr 1945 erreichte die Armee während der Schlacht um Budapest mit der Kavalleriegruppe Plijew den Hron-Abschnitt und kämpfte zuletzt in der Bratislava-Brno-Operation. Nach Kriegsende wurde die 40. Armee im Juli 1945 aufgelöst.

### Sowjetisch-Afghanischer Krieg
Im Mai 1979 wurde die Armee im Militärbezirk Turkestan neu aufgestellt, um die Grenze zu Afghanistan zu schützen. Die Armee erhielt mit der 5. Garde-Motorisierten Schützendivision sowie der 108. und der 68. Motorisierten Schützendivision drei motorisierte-Infanterie-Divisionen.
Am 26. Dezember 1979 überschritt die Armee, ohne die 68. Motorisierte Schützendivision, die Grenze zu Afghanistan und eröffnete zusammen mit der Operation Storm-333 die Sowjetische Intervention in Afghanistan.
Das Begrenzte Kontingent der sowjetischen Truppen in Afghanistan (offizielle Bezeichnung; russ. Ограниченный контингент советских войск в Афганистане, ОКСВА) umfasste außerdem die 103. Garde-Luftlande-Division, das 860. motorisierte Schützenregiment, die 56. Luftlande-Sturm-Brigade und das 36. gemischte Fliegerkorps. Im Januar 1980 kamen dann noch die 201. und die 58. Motorisierte Schützendivision sowie weitere kleinere Einheiten dazu.
Das Kontingent der sowjetischen Truppen in Afghanistan wurde in einem Armee-Hauptquartier (ähnlich einem Armeeoberkommando) zusammengefasst. Deren Kommandeur war von 1985 bis 1986 General Igor Rodionow, der spätere russische Verteidigungsminister.
Nach dem Rückzug aus Afghanistan wurde die 40. Armee verkleinert und in das 59. Armeekorps umgewandelt. Am 4. Juni 1991 wurde sie jedoch wieder in die 32. Armee mit Hauptquartier in Semipalatinsk umbenannt. Nach dem Zerfall der Sowjetunion wurde der Verband Teil der Armee von Kasachstan und erhielt die Bezeichnung 1. Armeekorps.

## Kommandeure
| Damaliger Rang  | Name                                | Dienstzeit                        |
| 1941–1945       | 1941–1945                           | 1941–1945                         |
| --------------- | ----------------------------------- | --------------------------------- |
| Generalleutnant | Kusma Petrowitsch Podlas            | August 1941 – Februar 1942        |
| Generalleutnant | Michail Artemjewitsch Parsegow      | März – Juli 1942                  |
| Generalleutnant | Markian Michailowitsch Popow        | Juli – Oktober 1942               |
| Generaloberst   | Kirill Semjonowitsch Moskalenko     | Oktober 1942 – Oktober 1943       |
| Generalleutnant | Filipp Feodosjewitsch Schmatschenko | Oktober 1943 – Kriegsende         |
| 1979–1989       |                                     |                                   |
| Generalleutnant | Juri Wladimirowitsch Tucharinow     | Neugründung – 23. September 1980  |
| Generalleutnant | Boris Iwanowitsch Tkatsch           | 23. September 1980 – 7. Mai 1982  |
| Generalleutnant | Wiktor Fjodorowitsch Jermakow       | 7. Mai 1982 – 4. November 1983    |
| Generalleutnant | Leonid Jewstafjewitsch Generalow    | 4. November 1983 – 19. April 1985 |
| Generalleutnant | Igor Nikolajewitsch Rodionow        | 19. April 1985 – 30. April 1986   |
| Generalleutnant | Wiktor Petrowitsch Dubynin          | 30. April 1986 – 1. Juni 1987     |
| Generalleutnant | Boris Gromow                        | 1. Juni 1987 – 15. Februar 1989   |